# الوفیوای
الوفیوای (به فرانسوی: Alofivai) یک منطقهٔ مسکونی در فرانسه است که در والیس و فوتونا واقع شده‌است.

## خصوصیات
الوفیوای ۴۳۷ نفر جمعیت دارد.